# بندقية آلية

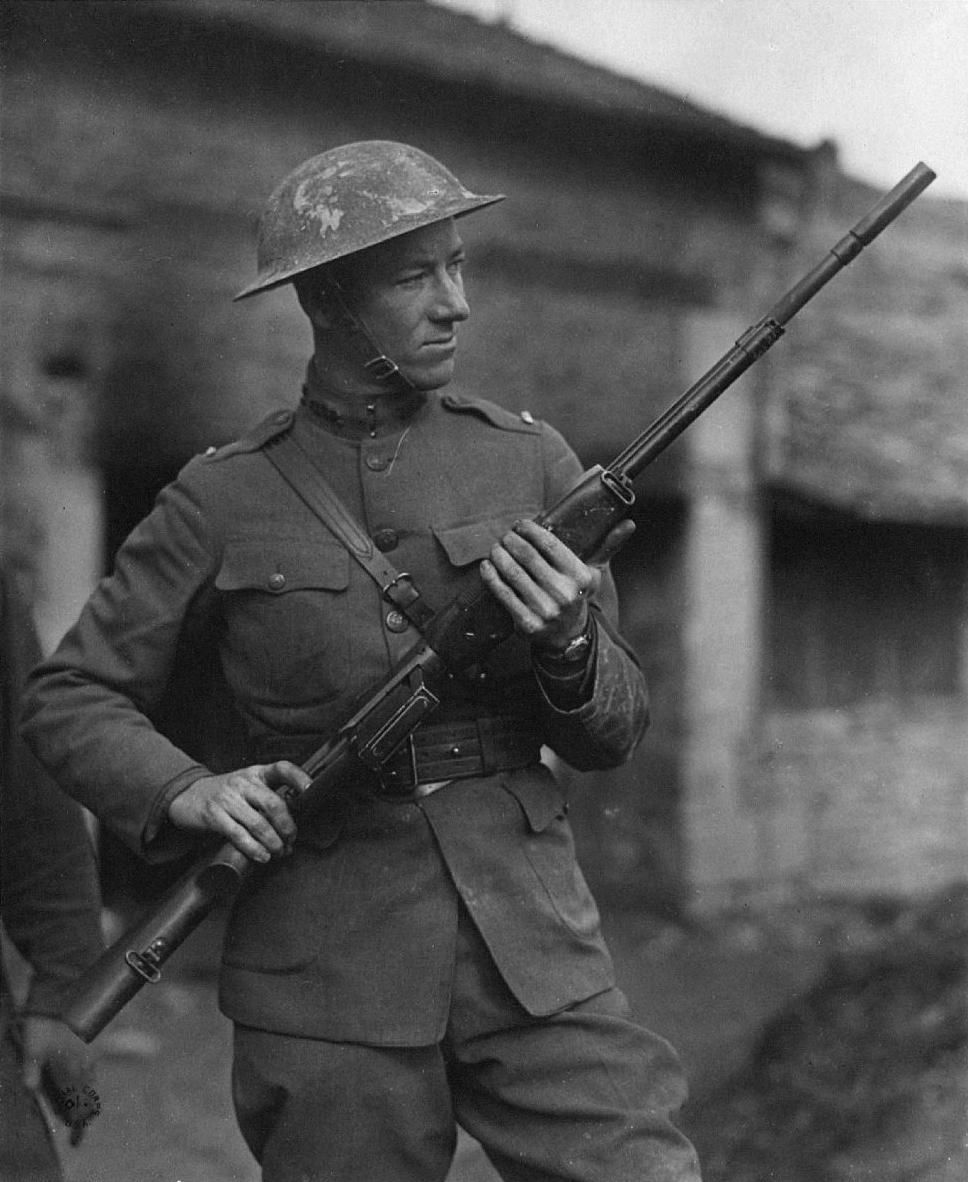
الملازم الثاني فال براوننج ببندقية براوننج الأوتوماتيكية في فرنسا خلال الحرب العالمية الأولى

البندقية الآلية هي نوع من البنادق ذاتية التحميل القادرة على إطلاق نيران أوتوماتيكية بالكامل. تعتبر البنادق الأوتوماتيكية عمومًا أسلحة ذات نيران مختارة قادرة على إطلاق النار في أوضاع إطلاق نار شبه أوتوماتيكية (بعض البنادق الأوتوماتيكية قادرة على إطلاق النار أيضًا). تتميز البنادق الأوتوماتيكية عن البنادق نصف الآلية بقدرتها على إطلاق أكثر من طلقة متتالية بمجرد سحب الزناد. يتم تصنيف معظم البنادق الآلية على أنها بنادق قتالية أو بنادق هجومية.

## تاريخ

### مانليشر

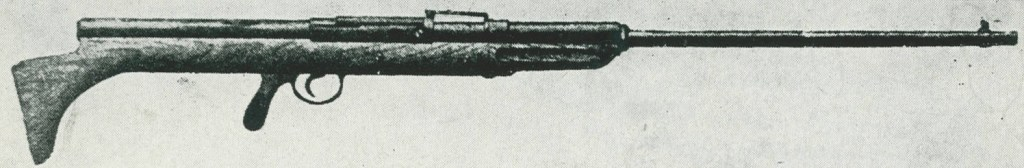
1885 Mannlicher بندقية ذاتية التحميل

في عام 1885، قام فرديناند مانليشر بعمل محمل تجريبي ذاتي على أساس العمل الذي بدأ في عام 1883 في كل من الوضعين شبه الأوتوماتيكي والأوتوماتيكي بالكامل. لقد كان فشلًا غير عملي بسبب تلوث ذخيرة المسحوق الأسود، لكنه أثر على التصميمات اللاحقة. علاوة على ذلك، أنتج مانليشر بنادق آلية ذات مسحوق عديم الدخان من أوائل تسعينيات القرن التاسع عشر فصاعدًا حتى وفاته في عام 1904.

### سي ريجوتي

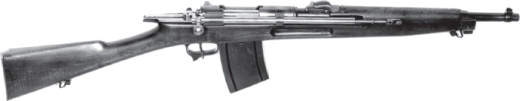
Cei-Rigotti الإيطالية ، واحدة من أولى البنادق الأوتوماتيكية في العالم.

واحدة من أولى البنادق الآلية في العالم كانت الإيطالية Cei-Rigotti. تم طرح هذه البنادق الصغيرة مقاس 6.5 مم أو 7.65 × 53 مم التي تعمل بالغاز والنيران الانتقائية، والتي تم طرحها في عام 1900، وقد جذبت اهتمامًا كبيرًا في ذلك الوقت. استخدموا الخزنات ذات الصندوق 10 و20 و50 جولة. كان لدى Cei-Rigotti العديد من الإخفاقات، بما في ذلك الاختناقات المتكررة وإطلاق النار المتقطع. في النهاية لم يهتم أي جيش بالتصميم وتم التخلي عن البندقية قبل أن يتم تطويرها بشكل أكبر. على الرغم من أن البندقية لم يتم تبنيها رسميًا من قبل أي جيش، فقد تم اختبارها على نطاق واسع من قبل الجيش الإيطالي خلال الفترة التي سبقت الحرب العالمية الأولى.

### تشاوتشات

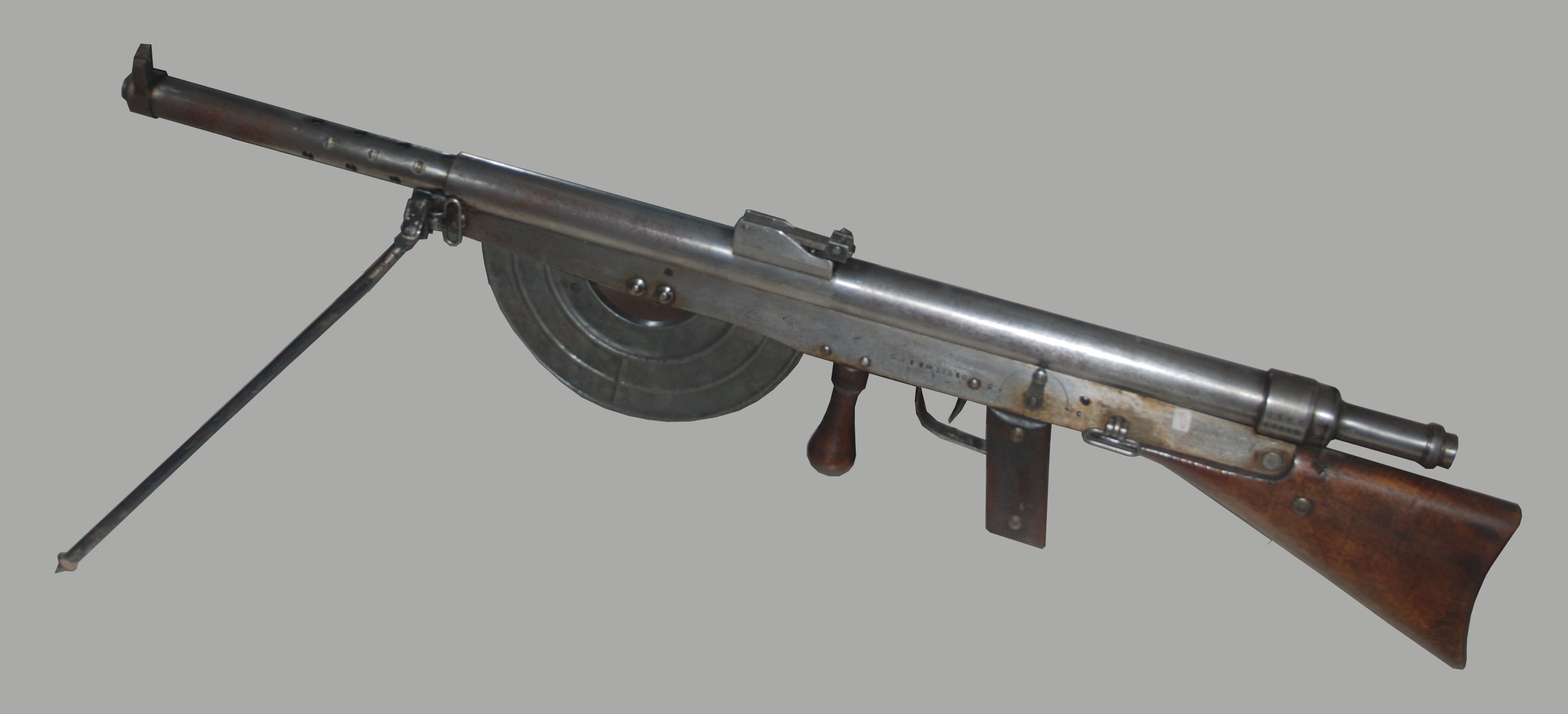
بندقية Chauchat الأوتوماتيكية

صُممت شوتشات عام 1907، وكانت أول بندقية آلية يتم تبنيها من قبل الجيش. كان تصميمها الرسمي هو Fusil Mitrailleur Modele 1915 CSRG. تم وضعه في المشاة الفرنسية عام 1916، واستخدمه الجيش الفرنسي في الحرب العالمية الأولى. تم استخدام Chauchat في Lebel 8 مم على نطاق واسع في 1917-1918 من قبل قوات المشاة الأمريكية (AEF)، حيث تم تحديدها رسميًا باسم «البندقية الأوتوماتيكية، موديل 1915 (Chauchat)».

### مدفع لويس
اخترع إسحاق نيوتن لويس مدفع لويس في عام 1911 وتم إنتاجه بكميات كبيرة لأول مرة في بلجيكا في عام 1913 لخرطوشة بريطانية.303، واستخدمها الجيش البريطاني على نطاق واسع في الحرب العالمية الأولى، سواء من قبل المشاة أو للطائرات. يتم تأمين مجلات بان فوق المؤخرة، وتحتوي إما على 47 أو 97 طلقة. زعانف التبريد تحيط بالأسطوانة. يتم تشغيل السلاح بالغاز ويطلق تلقائيًا بمعدل 500-600 طلقة في الدقيقة.
تم إنتاج أكثر من 50000 بندقية من طراز لويس خلال الحرب العالمية الأولى، لتصبح أكثر الأسلحة الآلية شيوعًا التي تستخدمها القوات البريطانية والأمريكية. على الرغم من أن بندقية Bren حلت محلها بحلول عام 1939، فقد تم تجديد ما يقرب من 60.000 بندقية من طراز Lewis وأعيد إصدارها للقوات البريطانية بعد إخلاء Dunkirk في عام 1940.

### فيدوروف أفتومات

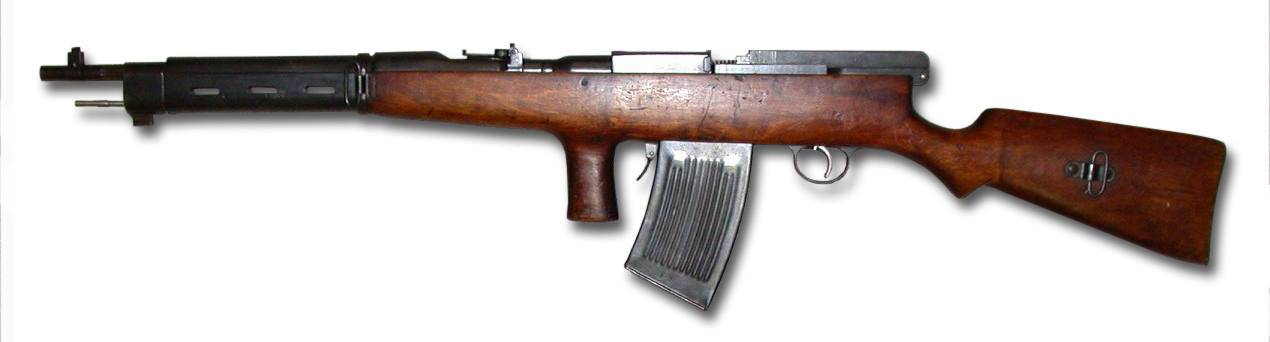
بندقية آلية فيدوروف موديل 1916

كانت بندقية Fedorov Avtomat (المصنفة أيضًا باسم Federov ، والروسية: Автомат Фёдорова) أو FA عبارة عن بندقية أوتوماتيكية مختارة من قبل طاقم وكانت واحدة من أولى البنادق الآلية العملية، التي صممها فلاديمير جريجوريفيتش فيودوروف في عام 1915 وتم إنتاجها في الإمبراطورية الروسية ولاحقا في جمهورية روسيا الاتحادية الاشتراكية السوفياتية. تم تصنيع ما مجموعه 3200 بندقية من طراز فيدوروف بين عامي 1915 و1924 في مدينة كوفروف؛ الغالبية العظمى منهم صنعت بعد عام 1920. شهد السلاح قتالًا محدودًا في الحرب العالمية الأولى، لكنه استخدم بشكل أكبر في الحرب الأهلية الروسية وفي حرب الشتاء. في عام 1916، اتخذت لجنة الأسلحة التابعة للجيش الروسي قرارًا بطلب ما لا يقل عن 25000 بندقية آلية فيدوروف. في صيف عام 1916، تم تجهيز شركة من فوج إسماعيل 189 بـ 8 فيدوروف أفتوماتس. تدربوا على التكتيكات باستخدام السلاح الجديد، وخلصوا إلى أن فيدوروف كان يعمل بشكل أفضل كسلاح خدم بالطاقم. المسلح مع فيدوروف وحامل ذخيرة مسلح ببندقية أريساكا. نظرًا لأن كلا السلاحين يستخدمان نفس الذخيرة ونفس مقاطع التجريد الدائرية الخمسة، فقد سمح ذلك بأكبر قدر من المرونة. كما سمح لحامل الذخيرة بإطلاق النار بشكل دفاعي، بينما أعاد المدفعي تحميله. أوصي أيضًا بأن يكون الوضع الأساسي لإطلاق النار في الوضع شبه التلقائي، حيث أن سيارة فيدوروف سوف ترتفع درجة حرارتها بسرعة في وضع التشغيل التلقائي الكامل. يعتبره البعض «سلفًا مبكرًا» أو «سلفًا» للبندقية الهجومية الحديثة،  بينما يعتقد البعض الآخر أن فيدوروف أفتومات كانت أول بندقية هجومية في العالم.

### بندقية براوننج الآلية

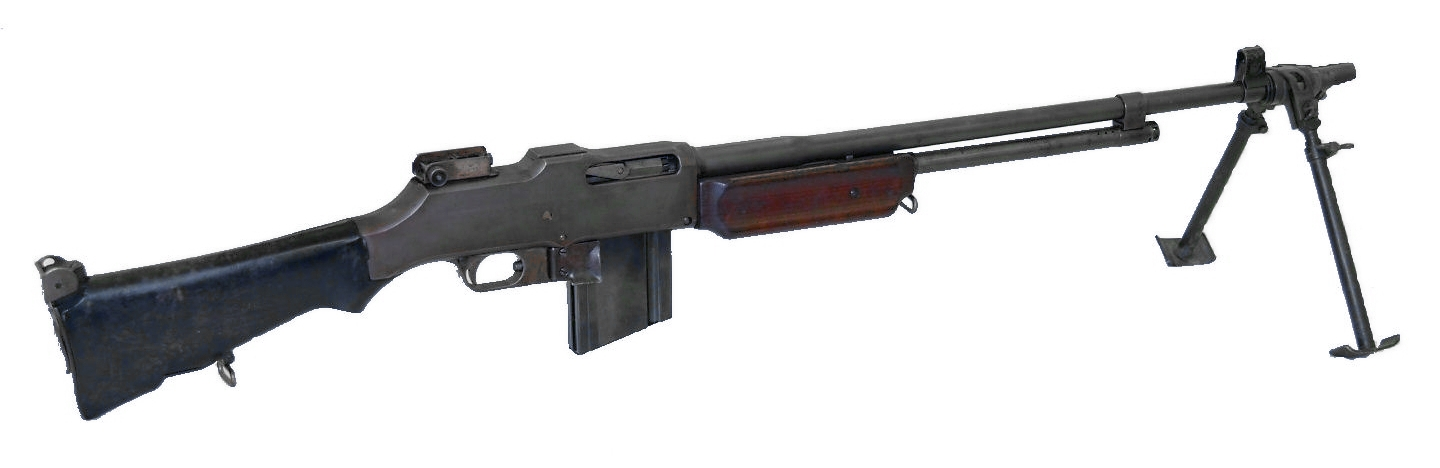
بندقية آلية براوننج M1918A2

كانت بندقية براوننج الأوتوماتيكية (BAR) واحدة من أولى البنادق الآلية العملية. حقق BAR أول ظهور قتالي ناجح في الحرب العالمية الأولى، وتم صنع ما يقرب من 50000 قبل انتهاء الحرب. نشأ BAR من مفهوم «المشي بالنيران»، وهي فكرة حث عليها الأمريكيون من قبل الفرنسيين الذين استخدموا المدفع الرشاش Chauchat لأداء هذا الدور. لم يرق BAR بالكامل إلى مستوى آمال المصمم؛ كونها ليست بندقية ولا رشاش. «على الرغم من ذلك، فقد كان تصميمًا رائعًا في وقت قياسي تم إنتاجه بواسطة John Browning في وقت قياسي، وتم شراؤه واستخدامه من قبل العديد من البلدان حول العالم. كان هذا هو المعيار الأوتوماتيكي لفرقة المشاة الأمريكية خلال الحرب العالمية الثانية وشهد استخدامه في كل مسرح حرب.»  تم الإشادة بـ BAR لموثوقيتها وقوة إيقافها. «تخلت القوات الأمريكية عن شريط بار في منتصف الخمسينيات من القرن الماضي، على الرغم من الاحتفاظ بها في مخزون احتياطي لعدة سنوات؛ وقد نجت في بلدان أصغر حتى أواخر السبعينيات.» 

### AVS-36

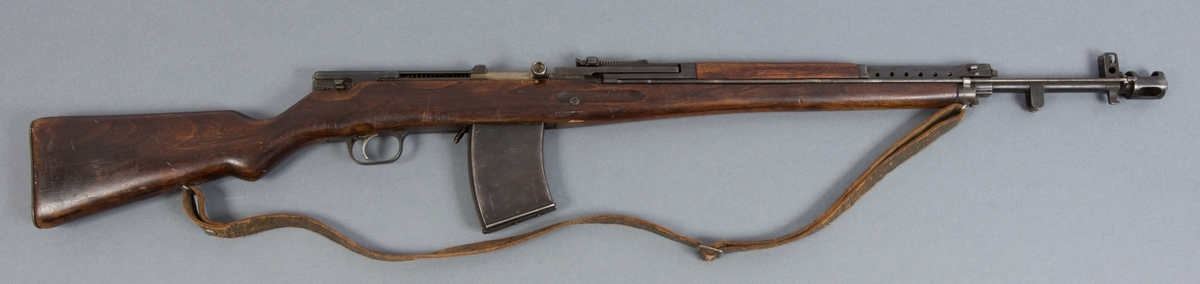
البندقية السوفيتية AVS-36 القتالية ،

كان AVS-36 (من طراز A vtomaticheskaya V intovka S imonova 1936 ؛ (АВС-36)) عبارة عن بندقية أوتوماتيكية سوفيتية شهدت الخدمة في السنوات الأولى من الحرب العالمية الثانية. كان من بين بنادق المشاة النارية الانتقائية المبكرة (القادرة على إطلاق نيران فردية وكاملة) التي تم تبنيها رسميًا للخدمة العسكرية. بدأ المصمم، سيرجي سيمونوف، عمله ببندقية تعمل بالغاز ذاتية التحميل في عام 1930. كان أول نموذج أولي جاهزًا في عام 1931 وبدا واعدًا، وبعد ثلاث سنوات تم عمل مجموعة تجريبية من التصميم المحسن. في عام 1935، أقيمت منافسة بين تصميم سيمونوف وبندقية صنعها فيدور توكاريف. ظهرت بندقية Simonov كفائز وتم قبولها في الخدمة على أنها AVS-36. شوهد AVS-36 لأول مرة علنًا في موكب يوم مايو 1938 في موسكو، عندما تم عرضه من قبل فرقة البندقية الأولى. أصبح الجمهور الأمريكي على دراية عندما تمت تغطيته في عدد أغسطس 1942 من مجلة المشاة الأمريكية، في مقال بقلم جون جاريت أندرهيل جونيور.صمم سيمونوف فيما بعد بندقية مضادة للدبابات، PTRS-41، وكاربين SKS ، والتي استخدمت عملية برغي إمالة أبسط.

### فغ 42

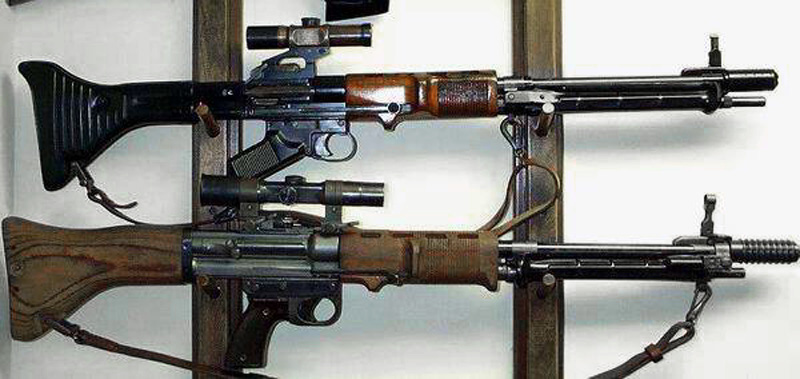
كل من المتغيرات المبكرة (العلوية) والمتأخرة (السفلية) لـ FG 42.

FG 42 عبارة عن بندقية آلية نيران انتقائية  أو بندقية حربية  أنتجت في ألمانيا خلال الحرب العالمية الثانية. تم تطوير السلاح خصيصًا لاستخدام المشاة المحمولة جواً في فالشيرمجيغر في عام 1942 واستخدم بأعداد محدودة حتى نهاية الحرب. لقد كانت بمثابة بندقية آلية للفرقة في نفس دور براوننج بار. لقد جمعت القوة النارية لمدفع رشاش خفيف في حزمة خفيفة الوزن لا يزيد حجمها عن بندقية Kar 98k المزودة بمسامير. كان يعتبر أحد أكثر تصاميم الأسلحة تقدمًا في الحرب العالمية الثانية. أثرت FG 42 على تطوير الأسلحة الصغيرة بعد الحرب، ونسخ الجيش الأمريكي معظم تصميمها عندما طور مدفع رشاش M60.

### Sturmgewehr 44 (بندقية هجومية)

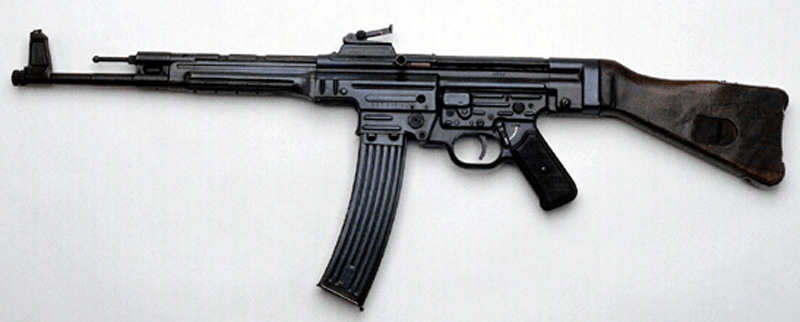
الألمانية StG 44 ، أول بندقية هجومية تم تصنيعها بأعداد كبيرة

كان الألمان أول من ابتكر مفهوم البندقية الهجومية، خلال الحرب العالمية الثانية، بناءً على الأبحاث التي أظهرت أن معظم معارك إطلاق النار تحدث في نطاق 400 متر وأن البنادق المعاصرة كانت تعمل بقوة أكبر في معظم قتال الأسلحة الصغيرة. سعى الألمان إلى تطوير بندقية ذات نيران وسيطة تجمع بين القوة النارية لمدفع رشاش مع دقة ومدى البندقية. تم ذلك عن طريق تقصير خرطوشة 7.92 × 57 مم القياسية إلى 7.92 × 33 مم ومنحها رصاصة 125 حبة أخف، هذا النطاق المحدود ولكنه سمح بنيران تلقائية يمكن التحكم فيها بشكل أكبر. كانت النتيجة Sturmgewehr 44.

### AK-47

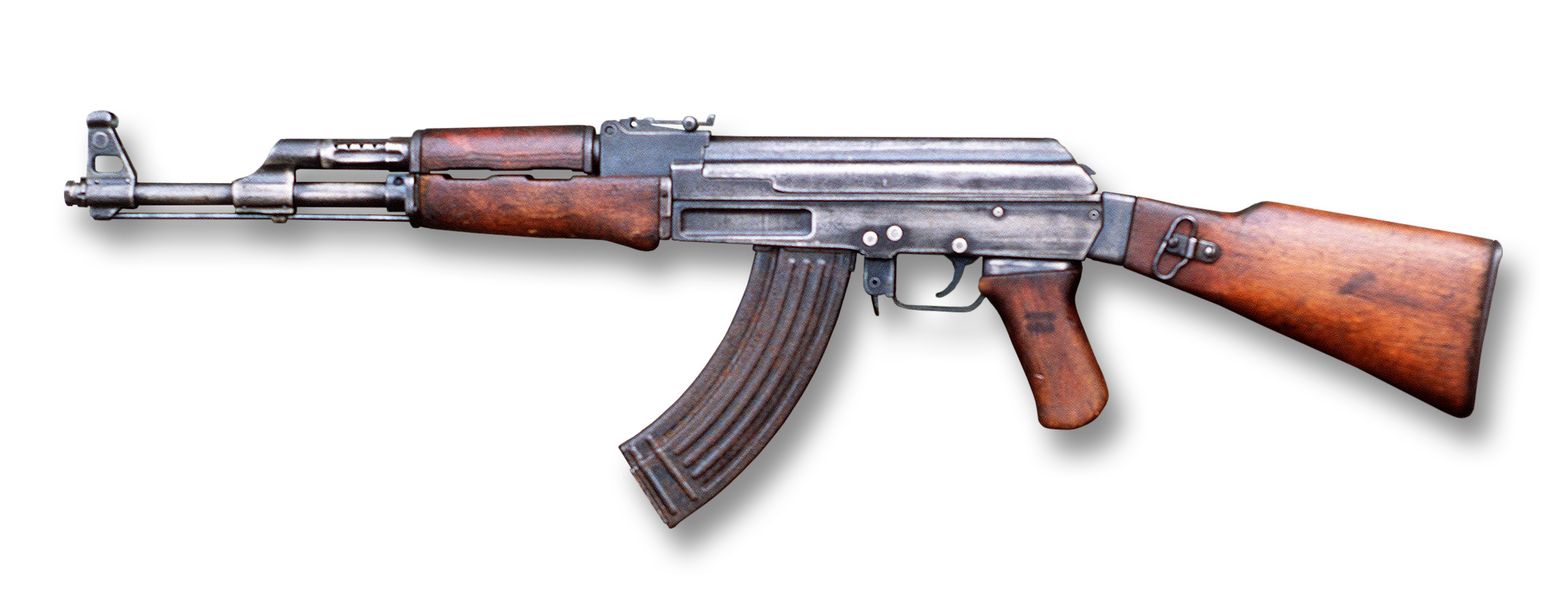
AK-47 البندقية الآلية

مثل الألمان، تأثر السوفييت بالتجربة التي أظهرت أن معظم المعارك تحدث على بعد 400 متر وأن جنودهم كانوا دائمًا يتفوقون عليها من قبل القوات الألمانية المدججة بالسلاح، وخاصة أولئك المسلحين ببنادق Sturmgewehr 44 الهجومية. أعجب السوفييت بشدة بـ Sturmgewehr 44، لدرجة أنهم عقدوا بعد الحرب العالمية الثانية مسابقة تصميم لتطوير بندقية هجومية خاصة بهم. كان الفائز هو AK-47. تم الانتهاء منه واعتماده ودخل الخدمة على نطاق واسع في الجيش السوفيتي في أوائل الخمسينيات من القرن الماضي. كانت قوتها النارية وسهولة استخدامها وتكاليف إنتاجها المنخفضة وموثوقيتها مناسبة تمامًا لمذاهب الحرب المتنقلة الجديدة للجيش الأحمر. تم توريد أو بيع AK-47 على نطاق واسع للدول المتحالفة مع الاتحاد السوفيتي وتم مشاركة المخططات مع العديد من الدول الصديقة (تبرز جمهورية الصين الشعبية من بين هذه الدول مع النوع 56). تعد بنادق AK-47 وAKM من أكثر الأسلحة النارية إنتاجًا في التاريخ.

### بندقية M14 (بندقية معركة)

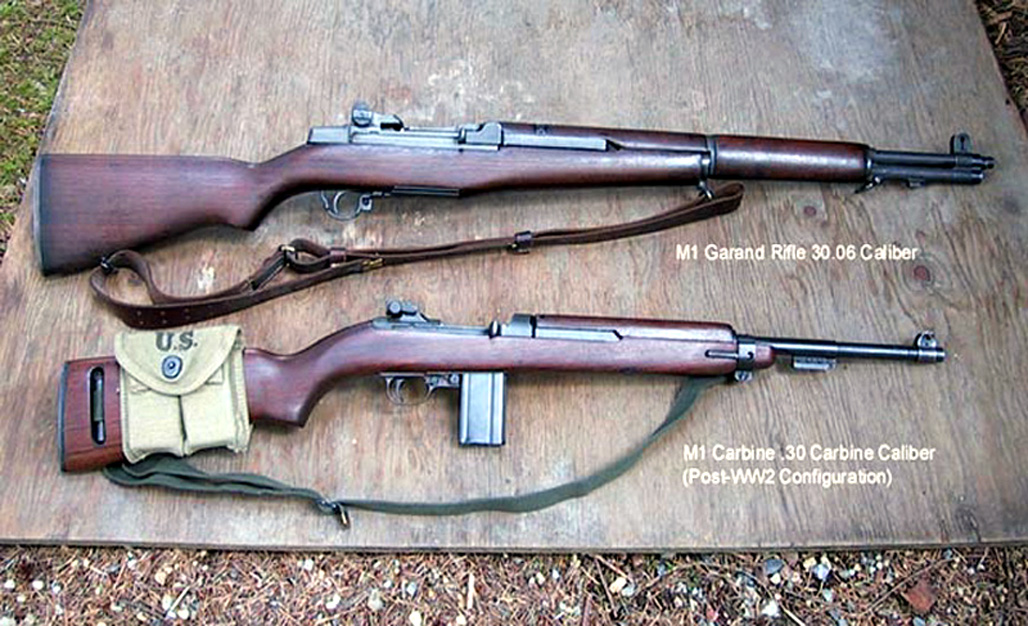
البندقية M1 وM1 كاربين

تأثر الجيش الأمريكي بالتجربة القتالية مع الأسلحة شبه الآلية مثل M1 Garand وM1 carbine ، والتي تمتعت بميزة كبيرة على الأعداء المسلحين بشكل أساسي ببنادق عمل الترباس. على الرغم من أن دراسات الجيش الأمريكي للحسابات القتالية في الحرب العالمية الثانية كانت لها نتائج مشابهة جدًا لنتائج الألمان والسوفييت، حافظ الجيش الأمريكي على وجهات نظره التقليدية وتفضيله للبنادق شبه الآلية عالية القوة.
بعد الحرب العالمية الثانية، بدأ الجيش الأمريكي في البحث عن بندقية أوتوماتيكية واحدة لتحل محل M1 Garand وM1 / M2 Carbines وM1918 Browning Automatic Rifle وM3 "Grease Gun" وThompson. ومع ذلك، أثبتت التجارب المبكرة مع إصدارات مختارة من M1 Garand أنها مخيبة للآمال. خلال الحرب الكورية، استبدلت النيران المختارة M2 Carbine إلى حد كبير المدافع الرشاشة في الخدمة الأمريكية. ومع ذلك، أشارت التجربة القتالية إلى أن طلقة.30 كاربين كانت ضعيفة. توصل مصممو الأسلحة الأمريكيون إلى نفس النتيجة التي توصل إليها الألمان والسوفييت: كانت الجولة المتوسطة ضرورية، وأوصوا بخرطوشة ذات عيار صغير وعالية السرعة.

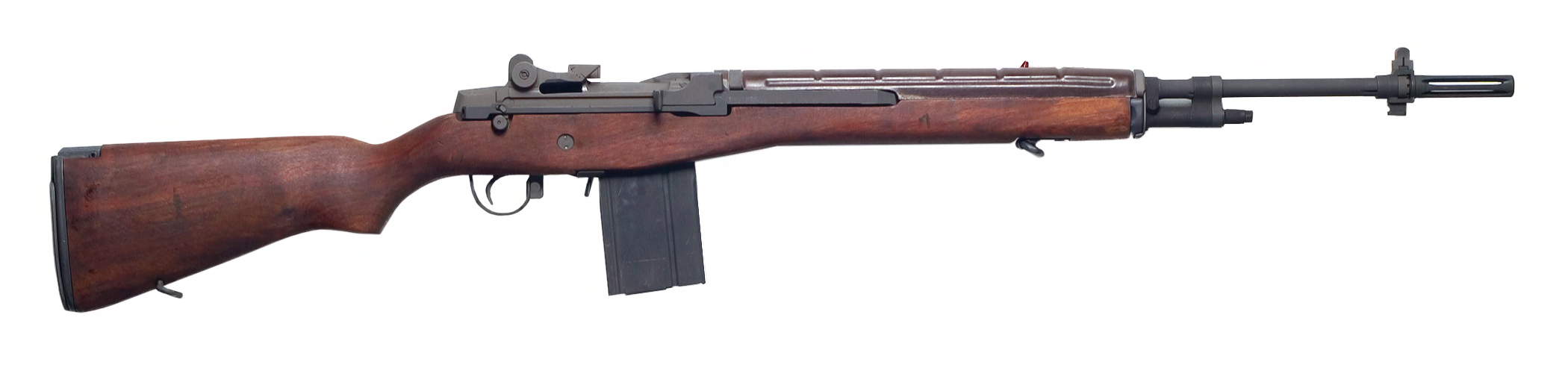
بندقية M14 الأمريكية، التي طورها مؤيدو مفهوم بندقية المعركة

ومع ذلك، فقد أصر القادة الأمريكيون الكبار، بعد أن واجهوا أعداء متطرفين وعانوا من مشاكل لوجستية كبيرة خلال الحرب العالمية الثانية والحرب الكورية،  على تطوير خرطوشة واحدة قوية من عيار 0.30، لا يمكن استخدامها فقط بواسطة البندقية الأوتوماتيكية الجديدة، ولكن من خلال المدفع الرشاش الجديد للأغراض العامة (GPMG) في التطوير المتزامن. توج هذا بتطوير خرطوشة الناتو 7.62 × 51 ملم وبندقية M14  والتي كانت في الأساس عبارة عن إطلاق نار محسّن من طراز M1 Garand مع مجلة من 20 طلقة. اعتمدت الولايات المتحدة أيضًا M60 GPMG. اعتمد شركاؤها في الناتو بنادق FN FAL وHK G3 ، بالإضافة إلى FN MAG وRheinmetall MG3 GPMGs.

### FN FAL

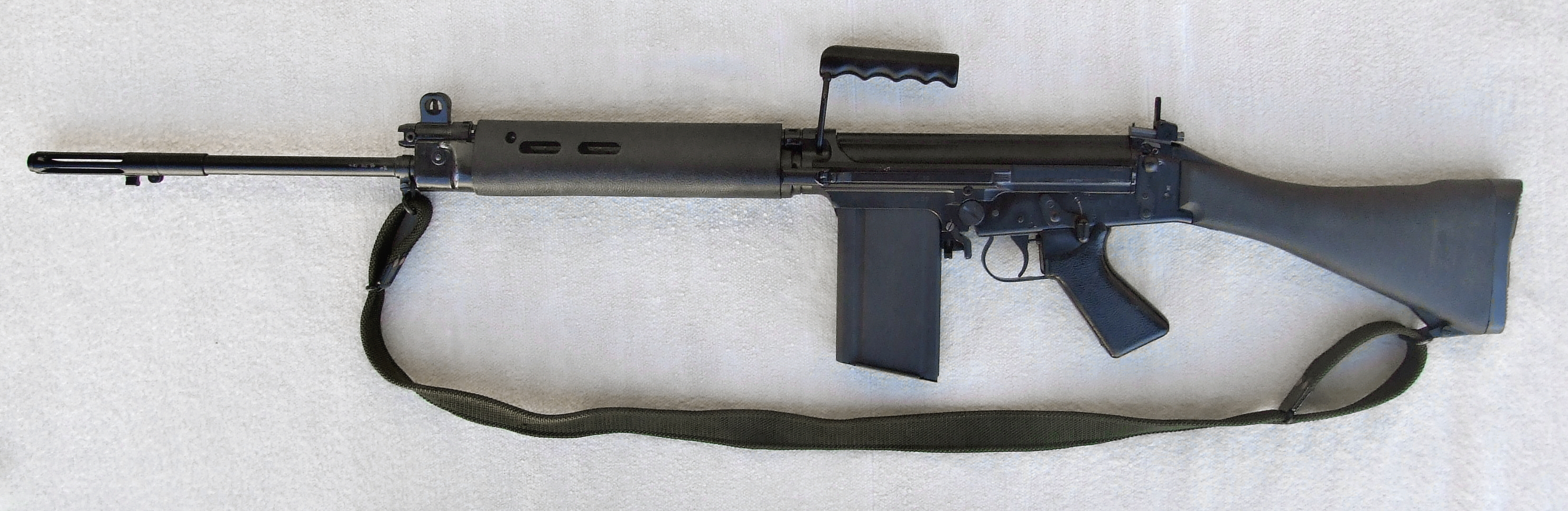
البريطانية L1A1 (FN FAL)

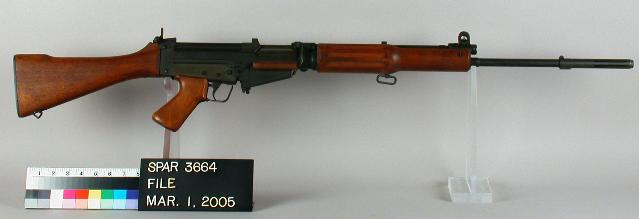
T48 ، نسخة أمريكية من FN FAL

FN FAL عبارة عن بندقية آلية تابعة لحلف الناتو مقاس 7.62 × 51 ملم، ذات نيران انتقائية، تنتجها شركة تصنيع الأسلحة البلجيكية Fabrique Nationale de Herstal (FN). خلال الحرب الباردة، تم تبنيها من قبل العديد من دول حلف شمال الأطلسي (الناتو)، وعلى الأخص مع الكومنولث البريطاني باسم L1A1. إنها واحدة من أكثر البنادق استخدامًا في التاريخ، وقد استخدمتها أكثر من 90 دولة. كانت FAL في الغالب حجرة لجولة الناتو 7.62 مم، وبسبب انتشارها واستخدامها على نطاق واسع بين القوات المسلحة للعديد من الدول الغربية خلال الحرب الباردة، أطلق عليها اسم «الذراع اليمنى للعالم الحر».

### H&K G3

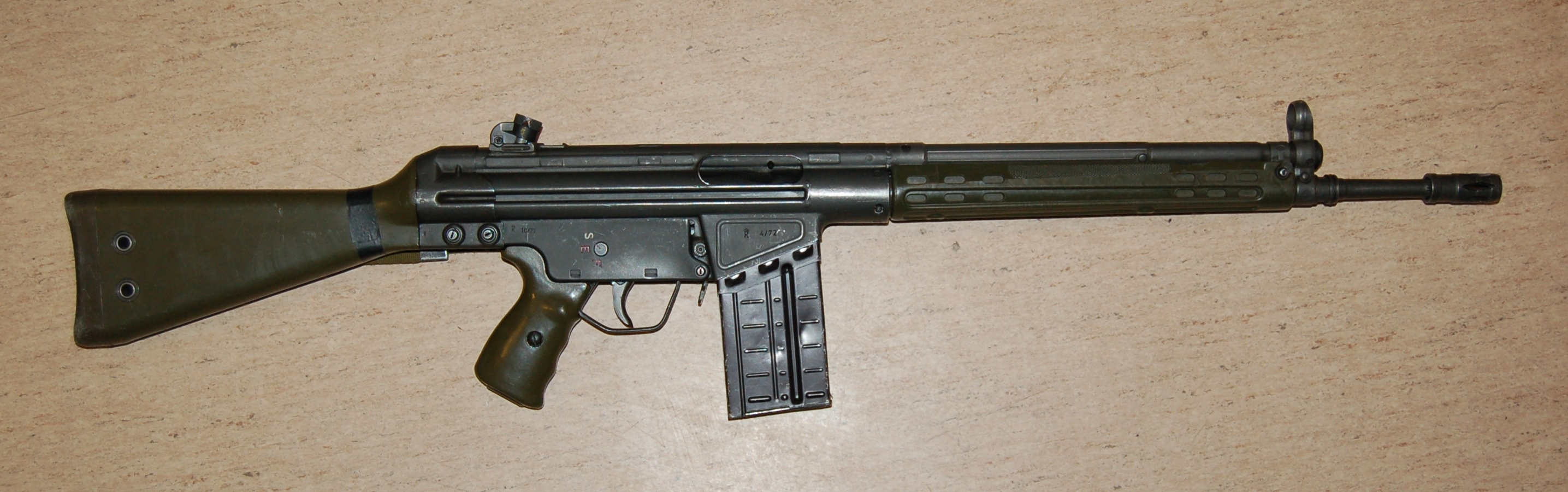
النرويجية AG-3 (HK G3)

H&K G3 عبارة عن بندقية آلية تابعة لحلف الناتو مقاس 7.62 × 51 ملم، نيران انتقائية، وهي بندقية آلية تنتجها شركة تصنيع الأسلحة الألمانية Heckler & Koch GmbH (H&K) بالتعاون مع وكالة التصميم والتطوير الإسبانية المملوكة للدولة CETME (Centro de Estudios Técnicos de Materiales Especiales). أثبتت البندقية نجاحها في سوق التصدير، حيث تم تبنيها من قبل القوات المسلحة لأكثر من 60 دولة. بعد الحرب العالمية الثانية، واصل الفنيون الألمان المشاركون في تطوير Sturmgewehr 45 أبحاثهم في فرنسا في CEAM. تم تعديل آلية StG45 بواسطة Ludwig Vorgrimler وTheodor Löffler في منشأة Mulhouse بين عامي 1946 و1949. ذهب Vorgrimler لاحقًا للعمل في CETME في إسبانيا وطور خط البنادق الأوتوماتيكية CETME بناءً على تصميمه المحسن Stg45. اشترت ألمانيا في النهاية ترخيص تصميم CETME وصنعت Heckler & Koch G3 بالإضافة إلى خط كامل من الأسلحة مبني على نفس النظام، ومن أشهرها MP5 SMG .

### بندقية M16
جاءت المواجهات الأولى بين AK-47 وM14 (بندقية هجومية مقابل بندقية قتال) في الجزء الأول من حرب فيتنام. أشارت تقارير Battlefield إلى أن M14 كان لا يمكن السيطرة عليها في الوضع التلقائي وأن الجنود لا يستطيعون حمل ما يكفي من الذخيرة للحفاظ على تفوق النار على AK-47. كانت هناك حاجة إلى بديل: وسيط بين التفضيل التقليدي للبنادق عالية القوة مثل M14 ، والقوة النارية خفيفة الوزن لـ M2 Carbine.

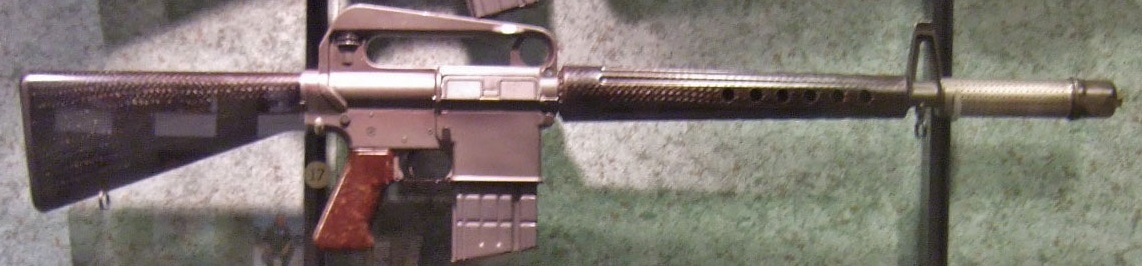
بندقية AR-10

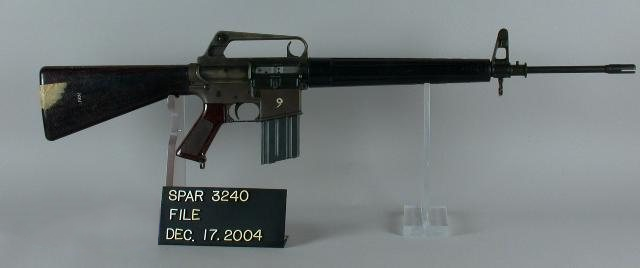
ArmaLite AR-15

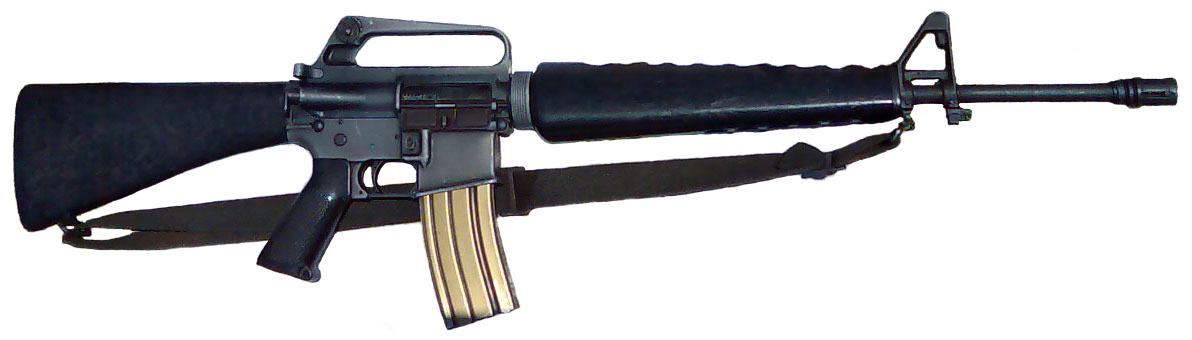
5.56 × 45 مم الأمريكية M16A1

نتيجة لذلك، أُجبر الجيش على إعادة النظر في طلب عام 1957 من قبل الجنرال ويلارد جي وايمان، قائد قيادة الجيش القاري الأمريكي (CONARC) لتطوير عيار 223 (5.56). مم) بندقية نيران مختارة تزن 6 رطل (2.7 كجم) عند تحميلها بمخزن من 20 جولة. كان على الجولة 5.56 ملم اختراق خوذة أمريكية قياسية على بعد 500 ياردة (460 مترًا) والاحتفاظ بسرعة تزيد عن سرعة الصوت مع مطابقة أو تجاوز قدرة إصابة خرطوشة كاربين .30.
أدى هذا الطلب في النهاية إلى تطوير نسخة مصغرة من ArmaLite AR-10 تسمى بندقية ArmaLite AR-15 ‏. ومع ذلك، على الرغم من الأدلة الدامغة على أن AR-15 يمكن أن تجلب قوة نيران أكثر من M14 ، عارض الجيش اعتماد البندقية الجديدة. في يناير 1963، خلص وزير الدفاع روبرت ماكنمارا إلى أن AR-15 كان نظام الأسلحة المتفوق وأمر بوقف إنتاج M14. في ذلك الوقت، كانت AR-15 هي البندقية الوحيدة المتاحة التي يمكنها تلبية متطلبات سلاح المشاة العالمي لإصداره لجميع الخدمات. بعد التعديلات (أبرزها: تم إعادة وضع مقبض الشحن من أسفل مقبض الحمل مثل AR-10 إلى الجزء الخلفي من جهاز الاستقبال)،  تم اعتماد البندقية الجديدة المعاد تصميمها لاحقًا باسم M16.
دخلت M16 الخدمة الأمريكية في منتصف الستينيات وكانت أخف بكثير من M14 التي حلت محلها، مما سمح للجنود بحمل المزيد من الذخيرة. على الرغم من إخفاقاتها المبكرة، أثبتت M16 أنها تصميم ثوري وتقف كأطول بندقية تعمل باستمرار في التاريخ العسكري الأمريكي. إنه معيار يتم على أساسه الحكم على البنادق الهجومية الأخرى،  وتستخدمها 15 دولة من دول الناتو، وأكثر من 80 دولة حول العالم 

### HK33

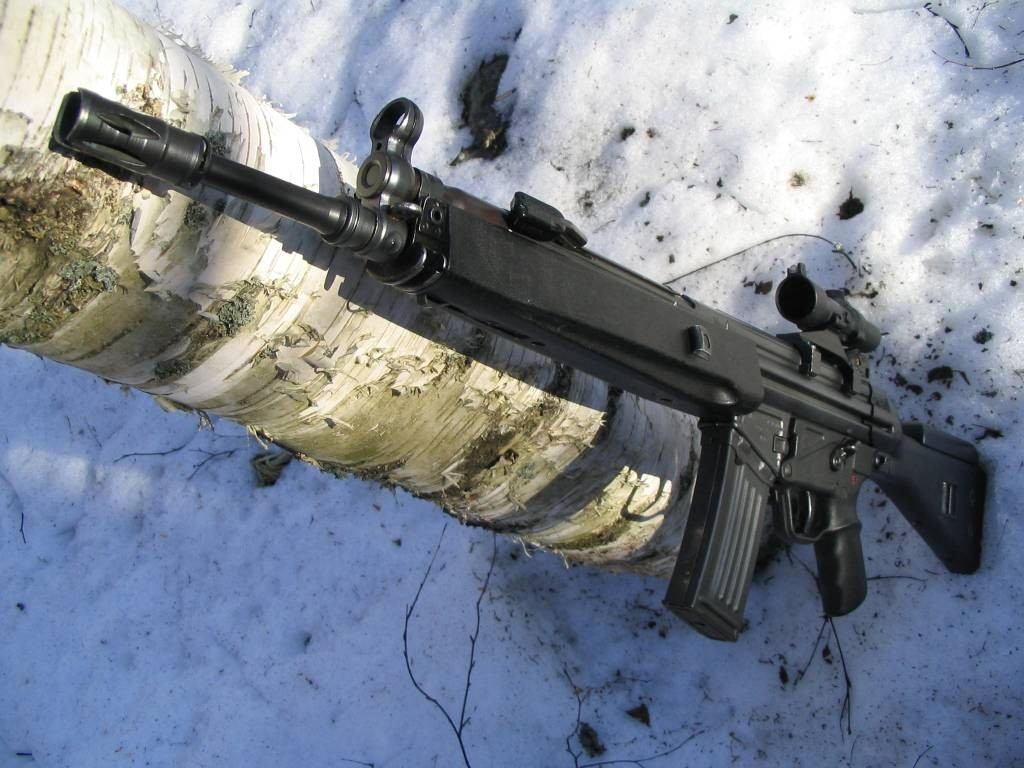
Heckler & Koch HK33A2 مع Trijicon Compact ACOG

خلال الستينيات من القرن الماضي، ستحذو الدول الأخرى حذو الأمريكيين وتبدأ في تطوير بنادق هجومية 5.56 × 45 ملم، وعلى الأخص ألمانيا مع Heckler &amp; Koch HK33. كان HK33 في الأساس إصدارًا أصغر بحجم 5.56 ملم من بندقية Heckler & Koch G3 مقاس 7.62 × 51 ملم. باعتبارها واحدة من أولى البنادق الهجومية عيار 5.56 ملم في السوق، فقد أصبحت واحدة من أكثر البنادق الهجومية انتشارًا. يتميز HK33 بتصميم معياري مع مجموعة واسعة من الملحقات (مخزون تلسكوبي متداخل، البصريات، bipods ، إلخ) التي يمكن إزالتها بسهولة وترتيبها في تكوينات مختلفة.

### 5.56 ملم الناتو

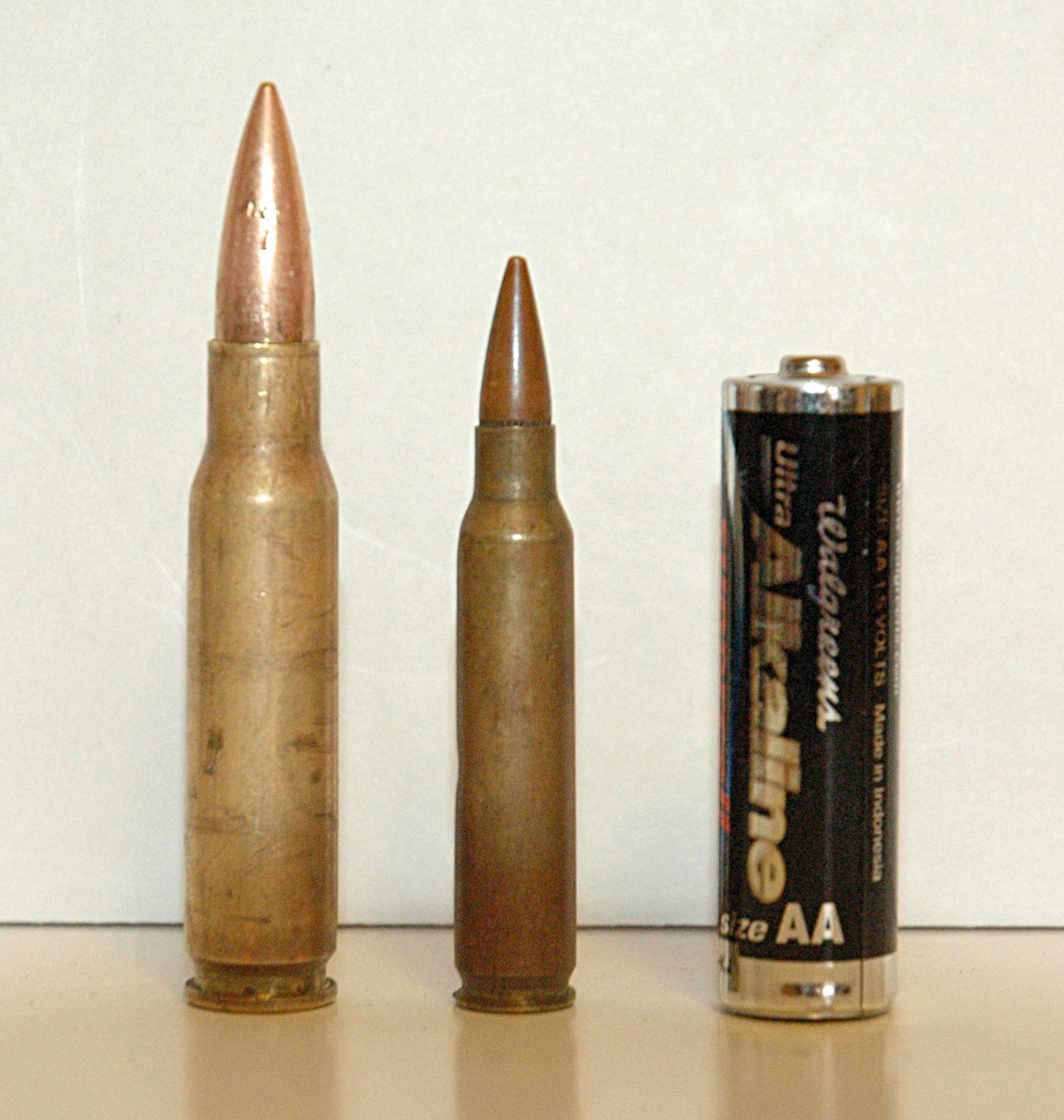
خراطيش الناتو 7.62 × 51 ملم و5.56 × 45 ملم ناتو مقارنة ببطارية AA.

لقد ألهم اعتماد خرطوشة M16 وH & K33 و5.56 × 45 ملم توجهاً دوليًا نحو خراطيش الخدمة العسكرية صغيرة الحجم وخفيفة الوزن وعالية السرعة نسبيًا والتي تسمح للجندي بحمل المزيد من الذخيرة لنفس الوزن مقارنة بالخراطيش الأكبر والأكبر. خرطوشة الناتو أثقل 7.62 × 51 ملم. تعد خرطوشة 5.56 مم أسهل في التصوير. في اختبار الرماية عام 1961، وجد الجيش الأمريكي أن 43٪ من رماة ArmaLite AR-15 ‏ قد حققوا الخبراء، في حين أن 22٪ فقط من رماة البنادق من طراز M-14 فعلوا ذلك. أيضًا، يسمح الدافع المنخفض للارتداد بنيران أسلحة أوتوماتيكية يمكن التحكم فيها بشكل أكبر.
لذلك، في مارس 1970، أوصت الولايات المتحدة بأن تتبنى جميع قوات الناتو خرطوشة 5.56 × 45 ملم. مثل هذا التحول تغييرًا في فلسفة الموقف العسكري القديم بشأن حجم العيار. بحلول منتصف السبعينيات، كانت الجيوش الأخرى تبحث في أسلحة من نوع البنادق الهجومية. سرعان ما بدأت جهود توحيد معايير الناتو وبدأت اختبارات الجولات المختلفة في عام 1977. عرضت الولايات المتحدة طلقة 5.56 × 45 ملم M193 ، ولكن كانت هناك مخاوف بشأن اختراقها في مواجهة التقديم الأوسع للدروع الواقية من الرصاص. في النهاية، تم اختيار الطلقة البلجيكية 5.56 × 45 ملم SS109 (STANAG 4172) في أكتوبر 1980. استندت جولة SS109 إلى خرطوشة الولايات المتحدة ولكنها تضمنت تصميمًا جديدًا أقوى وأثقل من 62 رصاصة، مع أداء بعيد المدى أفضل واختراق محسن (على وجه التحديد، لاختراق جانب خوذة فولاذية باستمرار على ارتفاع 600 متر).
خلال السبعينيات، طور الاتحاد السوفياتي AK-74 وخرطوشة 5.45 × 39 ملم، والتي تتمتع بخصائص فيزيائية مماثلة لخرطوشة الولايات المتحدة 5.56 × 45 ملم. خلال السبعينيات أيضًا، قدمت فنلندا وإسرائيل وجنوب إفريقيا والسويد بنادق من نوع AK في 5.56 × 45 ملم. خلال التسعينيات، طور الروس AK-101 في 5.56 × 45 ملم من الناتو لسوق التصدير العالمي. بالإضافة إلى ذلك، قامت بلغاريا وتشيكوسلوفاكيا والمجر وبولندا ودول يوغوسلافيا السابقة أيضًا بإعادة تشكيل أنواع بنادقها الهجومية المنتجة محليًا إلى 5.56 ملم من الناتو. عزز اعتماد الناتو 5.56 ملم و5.45 × 39 ملم الاتجاه العالمي نحو خراطيش ذات عيار صغير وعالية السرعة.

### Steyr AUG (بندقية bullpup)

كانت Steyr AUG واحدة من أولى بنادق bullpup التي دخلت الاستخدام على نطاق واسع.

في عام 1977، قدمت النمسا بندقية Steyr AUG bullpup مقاس 5.56 × 45 ملم، وغالبًا ما يُشار إليها على أنها أول بندقية bullpup ناجحة،  العثور على الخدمة مع القوات المسلحة في أكثر من عشرين دولة. لقد كان متقدمًا للغاية في السبعينيات، حيث يجمع في نفس السلاح تكوين bullpup ، ومبيت بوليمر، ومقابض رأسية مزدوجة، ومشهد بصري كمعيار، وتصميم معياري. أظهر Steyr AUG الموثوق به والخفيف والدقيق بشكل واضح إمكانات تخطيط bullpup. في عام 1978، قدمت فرنسا بندقية FAMAS bullpup مقاس 5.56 × 45 ملم. في عام 1985، قدم البريطانيون بندقية bullpup مقاس 5.56 × 45 ملم L85. في أواخر التسعينيات، قدمت إسرائيل Tavor TAR-21 واعتمد جيش التحرير الشعبي الصيني QBZ-95. بحلول نهاية القرن، حقق تصميم bullpup قبولًا عالميًا.

## أنواع
- مدفع رشاش مادسن
- تشاوتشات
- فيدوروف أفتومات
- بندقية فاركوهار هيل
- Leichtes Maschinengewehr Modell 1925 "Lmg 25"
- بندقية Huot الأوتوماتيكية
- رشاش مورس
- بندقية آلية Knötgen
- بندقية آلية Sieg
- بندقية كولت الأوتوماتيكية
- بندقية M27 المشاة الأوتوماتيكية
- بندقية Howell الأوتوماتيكية
- بندقية ريدر الأوتوماتيكية
- SIG SG 510

## أنظر أيضا
- بندقية نصف آلية
- بندقية
- بندقية معركة
- بندقية الرماة
- بندقية قناص
- سلاح خفيف
- سلاح آلي فرقة
- قائمة الأسلحة النارية